# جاك موريل (نحات)
جاك موريل (بالفرنسية: Jacques Morel)‏ (و. 1395 – 1459 م) هو نحات فرنسي، ولد في أفينيون، توفي في ليون، عن عمر يناهز 64 عاماً.